# پیز کاول
پیز کاول (به لاتین: Piz Cavel) یک کوه در سوئیس است که در کانتون گراوبوندن واقع شده‌است. پیز کاول ۲٬۹۴۶ متر بالاتر از سطح دریا واقع شده‌است.